# Konrad von Hochstaden
Konrad von Hochstaden (ur. 1198/1205, zm. 1261) – arcybiskup Kolonii w latach 1238–1261.

## Życiorys

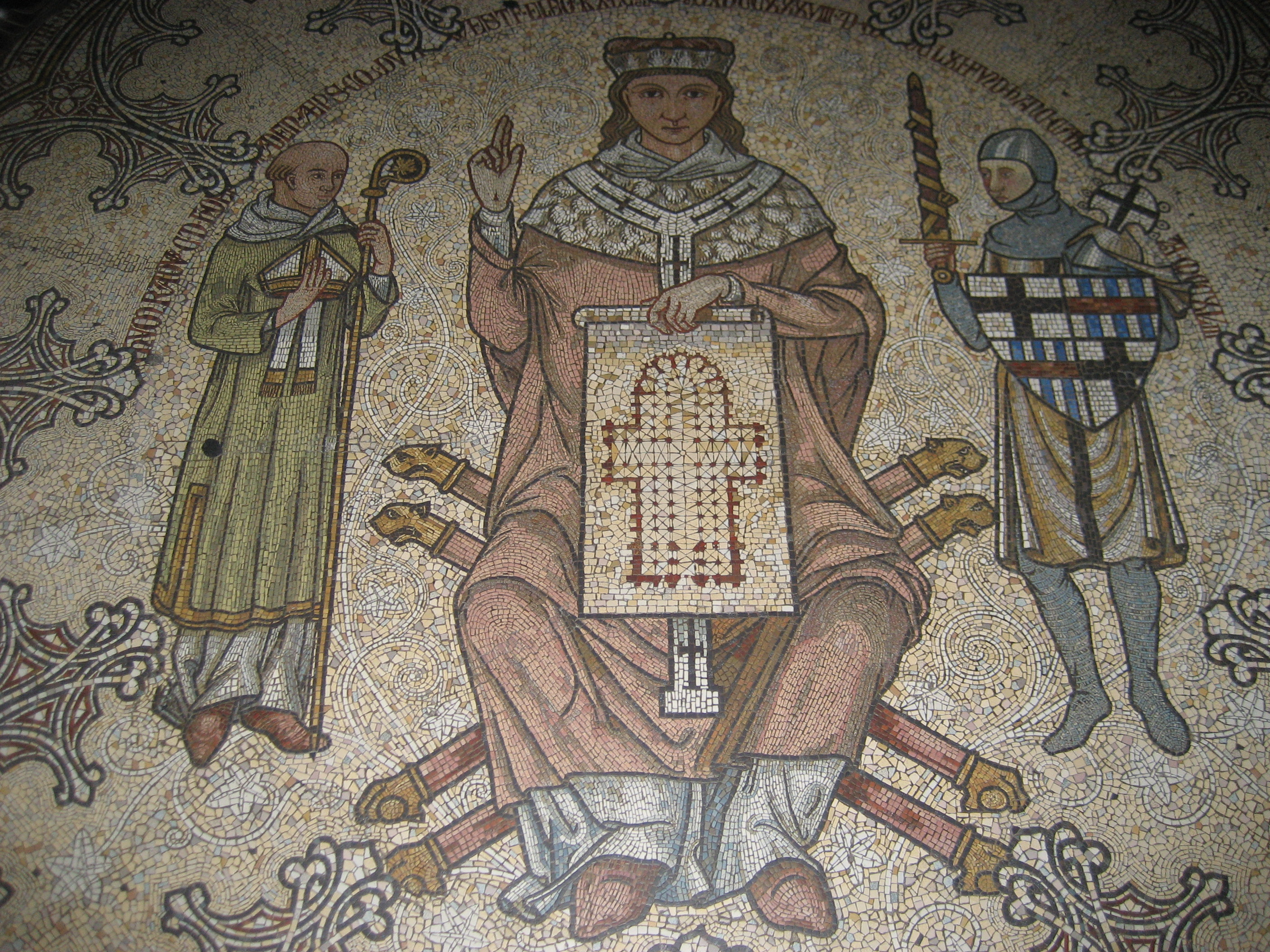
Konrad von Hochstaden z planem Katedry, mozaika w Katedrze kolońskiej

### Arcybiskup Kolonii
Syn hrabiego Lothara I z Hochstadt i jego żony Mathilde Vianden. Łączyło go pokrewieństwo z Hohenstaufami. Nie jest znana dokładna data urodzenia i niewiele wiadomo o jego młodości. Miał dwóch braci, starszy Lothar II (* 1216, † 1246) został dziedzicem, a młodszy Fryderyk również wybrał karierę kościelną i został proboszczem kościoła St. Maria ad Gradus w Kolonii, a później dziekanem i budowniczym Katedry w Xanten. Z czterech sióstr dwie zostały zakonnicami.
W 1216 Konrad z rekomendacji Lothara II został proboszczem w Grevenbroich koło Düsseldorfu, a w 1226 został kanonikiem kościoła Maria ad Gradus, a później Katedry kolońskiej. W 1234 został również proboszczem Katedry. Po śmierci Henryka I z Müllenark 26 marca 1238 kapituła katedralna wybrała Konrada arcybiskupem Kolonii. Insygnia arcybiskupie otrzymał w tym samym roku w Brescii od cesarza Fryderyka II. 28 grudnia 1239 otrzymał święcenia kapłańskie i został konsekrowany przez arcybiskupa Münsteru Ludolfa von Holte.
Przez kilka pierwszych miesięcy panowania arcybiskup był stronnikiem cesarza w sporze z papieżem Grzegorzem IX, ale z nieznanych powodów, krótko po ekskomunice rzuconej na cesarza (12 marca 1239), przeszedł na stronę papieską. Mogło się do tego przyczynić finansowe wsparcie papieża, ponieważ poprzednik zaciągał pożyczki u włoskich bankierów, co poważnie zadłużyło diecezję. Reputację Konrada naznaczyło podstępne postępowanie. Jego panowanie było serią konfliktów i wojen terytorialnych z okolicznymi książętami Brabancji, Limburgii, Sayn i Jülich. Był również skonfliktowany mieszczanami Kolonii. W 1246, po śmierci bratanka, w wyniku porozumienia z młodszym bratem, przyłączył do swoich ziem rodzinne hrabstwo Are-Hochstaden, a 2 lata później podbite przez siebie księstwo Sayn. W połowie lat 40. XIII stał się najpotężniejszym księciem Niemiec.
W uznaniu za służbę papież Innocenty IV 14 marca 1249 powierzył mu funkcję nuncjusza apostolskiego na Niemcy. Pięć dni wcześniej umarł Zygfryd III z Eppstein, arcybiskup Moguncji, który piastował tę funkcję. Duchowieństwo i mieszczanie Moguncji pragnęli, żeby Konrad został też ich nowym arcybiskupem, ale papież stanowczo odmówił, nie chcąc, by dwa najważniejsze stanowiska kościelne w Niemczech pełnił jeden człowiek. W wyniku tej decyzji przyjazne dotychczas relacje pomiędzy Konradem a papieżem uległy pogorszeniu i w kwietniu 1250 urząd nuncjusza został przekazany Pierre de Colmieu, biskupowi Albano.

### Książę elektor
Arcybiskup Kolonii był automatycznie elektorem Rzeszy. Kiedy papież Innocenty IV zdetronizował Fryderyka II (17 lipca 1245), to głównie poparciu Konrada kandydat papieża landgraf Turyngii Henryk Raspe został wybrany na króla Niemiec.
Niedługo, po krótkim, trwającym siedem miesięcy panowaniu umarł Henryk (17 lutego 1247), poparcie Konrada zapewniło z kolei koronę młodemu Wilhelmowi z Holandii. Ale król Wilhem popierał Reński Związek Miast, który zagrażał pozycji Kolonii. Kilka lat później wrogość pomiędzy Konradem a Wilhelmem przerodziła się w otwarty konflikt. Z całą potęgą pozbawionego skrupułów księcia Kościoła Konrad przystąpił do próby detronizacji i prawdopodobnie odniósłby sukces, gdyby nie przedwczesna śmierć Wilhelma (28 stycznia 1256), która sprawiła, iż działanie biskupa było niepotrzebne.
Po śmierci króla Konrad odegrał ważną rolę w elekcji następnego, gdyż za olbrzymią sumę sprzedał swój głos Ryszardowi z Kornwalii – bratu króla Anglii Henryka III i koronował go w Akwizgranie 17 maja 1257.

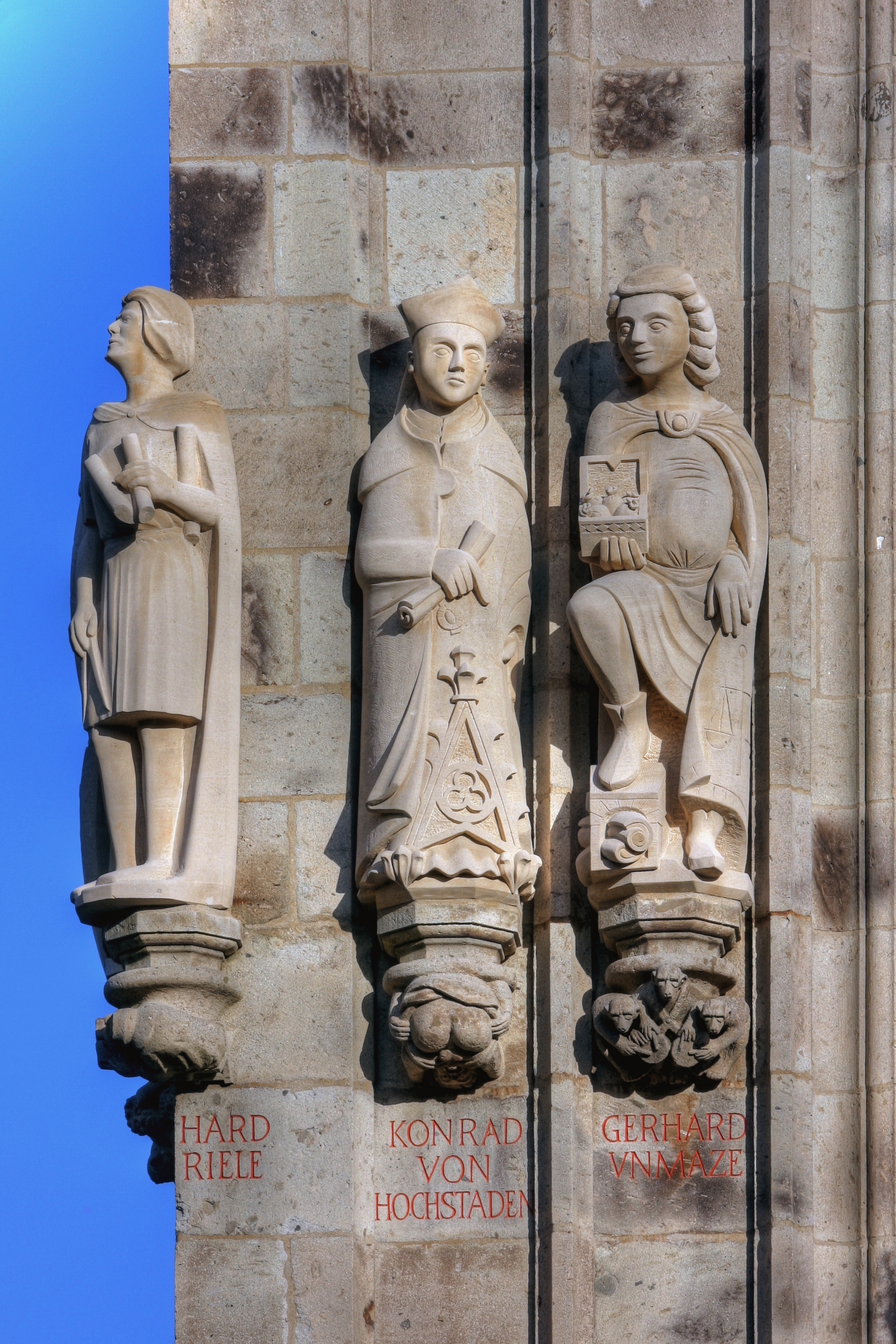
Konrad von Hochstaden na wieży ratusza w Kolonii (w centrum)

### Konflikt z władzami miejskimi Kolonii
Władze miejskie Kolonii nie uznawały władzy biskupa w mieście i diecezja znajdowała się ciągłym konflikcie z mieszczanami. Konrad wykorzystywał różnice interesów pomiędzy cechami a patrycjatem. Spór dotyczył m.in. prawa do bicia własnej monety. Wśród mediatorów był Albert Wielki. 7 maja 1259 Konrad przyznał Kolonii prawo składu, ale rok później wybuchł bunt, który Konrad brutalnie stłumił. Było to ostatnie ważne działanie podjęte przez Konrada. Umarł 28 września 1261.
Spór archidiecezji kolońskiej z miastem zakończył się w 1288, po przegranej bitwie pod Worringen, kiedy to biskup Zygfryd II z Westerburga został zmuszony do ucieczki i przeniesienia siedziby do Bonn. Kolonia ogłosiła się wolnym miastem.

## Upamiętnienie
Został pochowany w katedrze kolońskiej, pod którą sam położył kamień węgielny 15 sierpnia 1248. Jego sarkofag znajduje się w kaplicy św Jana w obejściu i uważany jest za jedno z najwybitniejszych XIII wiecznych dzieł w brązie. Został też przedstawiony na mozaice w obejściu z planem Katedry jako fundator świątyni; postacie duchownego i rycerza symbolizują jedność władzy duchownej i książęcej za jego panowania.
W Kolonii, na wieży gotycko-renesansowego ratusza z XV-XVI w. znajduje się statua arcybiskupa Konrada, a u jej podnóża rzeźba przedstawiająca postać wykonującą autofellatio.